# Зозулині черевички
Зозулині черевички (Cypripedium) — рід рослин, які зростають у Євразії, Північній Америці, Алжирі. Рід містить понад 50 видів, які ростуть переважно в помірному поясі північної півкулі, однак на півночі сягаючи тундри, а на півдні Центральної Америки.

## Біоморфологічна характеристика
Це багаторічні трави з короткими або довгими кореневищами та безліччю потовщених волокнистих коренів. Стебло прямовисне, видовжене або коротке. Суцвіття кінцеві, поодинокі. Квітки поодинокі або по 2 чи кілька у нещільному китицеподібному колосі. Квіти зазвичай великі й ефектні; мають красиво роздуті губи. Плоди — коробочки — від еліпсоїдних до довгасто-еліпсоїдних.

## Використання
Рослини цього роду використовували у медицині. Через привабливі квіти ці рослини є декоративними рослинами.